# كاشف الزيف

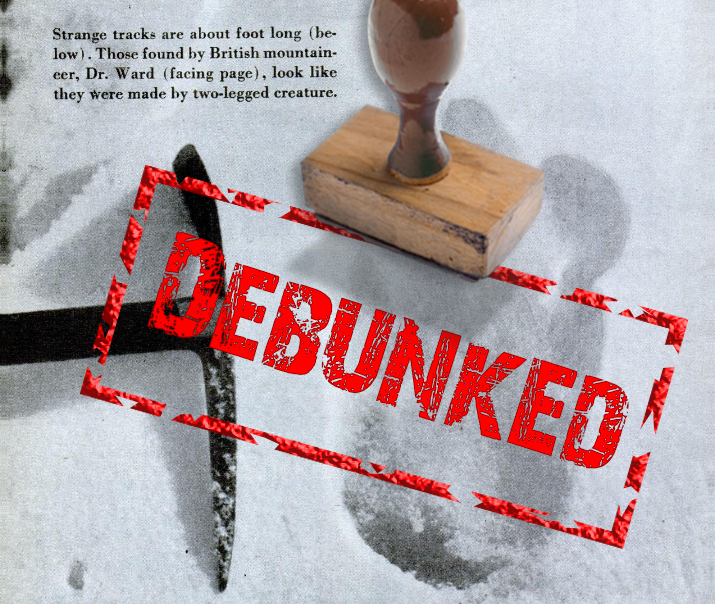

كاشف الزيف (بالإنجليزية: Debunker)‏ هو شخص أو منظمة لفضح أو تشويه الادعاءات التي يعتقد أنها كاذبة أو مبالغ فيها أو زائفة. يرتبط المصطلح غالبًا بالتحقيق الشكوكي في الموضوعات المثيرة للجدل مثل الأجسام الطائرة المجهولة، أو الظواهر الخارقة المزعومة، أو المخلوقات المائية الخرافية، أو نظريات المؤامرة، أو الطب البديل، أو الدين، أو المجالات الاستكشافية أو الهامشية للبحث العلمي أو العلمي الزائف.
يُعرّف كشف الزيف وفقًا لقاموس ميريام وبستر على الإنترنت بأنه: «فضح الخدعة والزيف».
قد تؤدي اتصالات كاشفي الزيف إلى نتائج عكسيةٍ إذا لم يكونوا حذرين، ما يزيد من إيمان الجمهور بالخرافات على المدى البعيد. يمكن أن تحدث آثار نتائج عكسية إذا ركزت الرسالة لوقتٍ طويل على الحالة السلبية، أو إذا كانت معقدةً للغاية، أو إذا كانت مُهدِّدة.

## الاصطلاح
يتتبع قاموس التراث الأمريكي للغة الإنجليزية مسار الكلمات «بانك» (اسم) و«ديبانك» (فعل) و«ديبانكر» (اسم) في الإنجليزية الأمريكية في عام 1923 باعتبارها ثمرة متأخرة لـ «بانكوم» الذي كان أول استخدام مسجل لها في عام 1828، ومرتبطة على ما يبدو «بخطاب مقاطعة بونكوم في كارولينا الشمالية» المُتلقّى بشكل غير حسن، والذي قدمه فيليكس ووكر ممثل كارولينا الشمالية خلال الكونغرس الأمريكي السادس عشر (1819-1821).
استحدث مصطلح «ديبانك» (يكشف الزيف) في رواية بانك لعام 1923، للصحفي والمؤرخ الشعبي الأمريكي وليام وودوارد (1874-1950)، الذي استخدمه ليعني «إخراج الهراء من الأشياء».
لا يقتصر مصطلح «ديبانكري» (كشف الزيف-الفضح) على حجج الصحة العلمية، بل يُستخدم بمعنًى أكثر عموميةً في محاولات تشويه سمعة أي وجهة نظرٍ معارضة، مثل وجهة نظر الخصم السياسي.

## كاشفو زيف بارزون
- أسس ستيفن باريت كواكواتش وكتب في الغش الصحي.[6]
- أنتج برايان دونينغ بودكاست سكيبتويد.[7][8]
- كشف ستانتون فريدمان زيف كل من الحالات المفترضة لأجسام طائرة مجهولة، ومحاولات كشف الزيف لحالات أجسام طائرة مجهولة أخرى.[9]
- كان مارتن غاردنر كاتبًا في الرياضيات والعلوم، وفضح على نطاق واسع خوارق علم النفس الموازي في مقالات وكتب ضمن مجلاته.[10]
- سوزان غيربيك هي مؤسِّسة وقائدة مغاوير التشكيك على ويكيبيديا، التي لديها مهمة تحسين المحتوى المريب في ويكيبيديا. ركزت نشاطها المتشكك على فضح «الوسطاء الروحانيين» المشهورين مثل سيلفيا براون، وتشيب كوفي، وتايلر هنري.[11][12]
- كشف هاري هوديني زيف الروحانيين.[13]
- عُرف راي هايمان -وهو عالم نفس- بكشفه لزيف بعض دراسات علم النفس الموازي.
- كان فيليب كلاس رائدًا في مجال التحقيق الشكوكي في الأجسام الطائرة المجهولة.[14]
- آلان ميليكجانين (كابتن مخيّب الوهم)، كاشف زيف لأشرطة الفيديو المقرصنة والخدع على الإنترنت، وعادة ما يفككها ويشرح تقنيات ما بعد الإنتاج والبرمجيات المستخدمة لخلق الأوهام.[15]
- كان دونالد منزل سلف فيليب كلاس في كشف زيف الأجسام الطائرة المجهولة.
- يكتب جو نيكل بشكل منتظم في سكيبتيكال إنكوايرر (القاصي المتشكك).
- بين وتيلر فريق ترفيهي، غالبًا ما يزيل الغموض الذي يكتنف الخدع والأوهام. فضحوا أيضًا العديد من الجوانب الأخرى للاعتقاد الشعبي في برنامجهم بين وتيلر: بولشيت.[16]
- دوروثي ديتريش، ساحرٌ محترف ومؤرخ وخبير هوديني. عُيّن مسؤولًا عن موقع قبر هوديني، وهو مؤسس متحف هوديني في سكرانتون في بنسلفانيا.[17][18]
- فيل بليت، عالم فلك وكاتب علمي متخصص في محاربة العلوم الزائفة المتعلقة بالفضاء وعلم الفلك. أسس موقع Badastronomy.com لمواجهة المفاهيم الخاطئة العامة حول علم الفلك وعلوم الفضاء، إذ قدم تحليلًا نقديًا للنظريات العلمية الزائفة المتعلقة بهذه الموضوعات.[19][20]
- كشف باسافا بيرمانينت -مؤسس سي إس آي سي أو بّي الهندية واتحاد الجمعيات العقلانية الهندية- العديد من «الرجال الألوهيين» الهنود (فقير، وسادوهو، وسوامي، وغورو، ومعالجين بالإيمان) وعُرف بكونه الناقد الأكثر شراسةً لساتيا ساي بابا وخداعه.[21]
- كشف جيمس راندي عن خداع المعالجين بالإيمان، و«الوسطاء الروحانيين» وغيرهم ممن يزعمون أن لديهم قوىً خارقةً.
- كان كارل ساجان عالمًا فلكيًا بارزًا، فضح اللقاءات المقربة المزعومة مثل اختطاف بيتي وبارني هيل، والعلم الزائف مثل كتاب العوالم في تلاطم لإيمانويل فيليكوفسكي.[22]
- مايكل شيرمر، المدير التنفيذي ومؤسس المنظمة غير الربحية جمعية المتشكك، ورئيس تحرير مجلة المجموعة سكيبتك.
- بريت ماري هيرميس، كاشف زيف بارز في المداواة الطبيعية بعد أن مارس العلاج الطبيعي مرةً.[23]
- بنجامين رادفورد، كاتب أمريكي ومحقق ومشكك، ألّف -أو ساهم في تأليف أو تعاون في- أكثر من عشرين كتابًا، وكتب أكثر من ألف مقال وعمود يفضح موضوعات مثل الأساطير الحضرية والألغاز غير المبررة والخوارق.[24]

## منظمات بارزة
- لجنة التحقق من الشك.
- جمعية المتشكك.
- مدمرو الخرافات، برنامجٌ على قناة ديسكفري، يختبر فيه جيمي هينمان وآدم سافاج، فنيّا مؤثرات خاصة سابقين، صحة الأساطير الحضرية.
- كشف المعهد الوطني للمعايير والتقنية زيف نظريات المؤامرة حول انهيار مركز التجارة العالمي.
- أصدرت بوبيلار ميكانكس العديد من المنشورات فضحت أيضًا نظريات المؤامرة المتعلقة بأحداث 11 أيلول، ولا سيما تلك المذكورة في فيلم لوز تشينج (تغيير فضفاض).
- كشف سنوبس دوت كوم زيف الأساطير الحضرية أو أيدها.
- كواكواتش.
- مؤسسة جيمس راندي التربوية.
- المجلس الأمريكي للعلوم والصحة.

## تأثير النتائج العكسية
شارك كل من الأستاذ الزميل الأسترالي ستيفان ليفاندوفسكي وخريج الاتصالات المناخية لمعهد التغيير العالمي في جامعة كوينزلاند جون كوك (وكاتب في SkepticalScience.com)، في كتابة ديبانكينغ هاندبوك وحذرا فيه من أن جهود كشف الزيف قد تأتي بنتائج عكسية. تحدث آثار النتائج العكسية عندما يعزز مسؤولو الاتصال في مجال العلوم، المعتقدات الخاطئة عن طريق الخطأ من خلال محاولة تصحيحها، وهي ظاهرة تعرف باسم اعتقاد المثابرة.
يقدم كوك وليفاندوفسكي حلولًا محتملةً لآثار النتائج العكسية كما هو موضح في الدراسات النفسية المختلفة. يوصون بعدم قضاء الكثير من الوقت -أو عدم قضاء الوقت- في وصف المفاهيم الخاطئة لأن الناس لا يستطيعون إلا أن يتذكروا الأفكار التي سمعوها من قبل. كتبا: «هدفك هو زيادة معرفة الناس بالحقائق». يوصيان بتقديم حجج أقل عددًا وأكثر وضوحًا، مع الأخذ في الاعتبار أن الكثير من الناس يتذكرون الرسالة عندما تكون أبسط وأسهل للقراءة. «الأقل هو أكثر» مهم بشكل خاص لأن الحقائق العلمية يمكن أن تحصل على تفاصيل بشكل كبير، إذ تساعد الصور والرسوم البيانية والبطاقات التي لا تنسى على إبقاء الأمور أبسط.
كتب المؤلفان أنه يجب على كاشفي الزيف أن يحاولوا بناء غرور الناس بطريقةٍ ما، قبل مواجهة المعتقدات الخاطئة لأنه من الصعب النظر في الأفكار التي تهدد النظرة العالمية لشخص ما (أي أن الأفكار المهددة تسبب التنافر المعرفي). من المستحسن أيضًا تجنب الكلمات ذات الدلالات السلبية.
يصف المؤلفان الدراسات التي أظهرت أن الناس يمقتون التفسيرات غير المكتملة، إذ كتبا: «يختار الناس التفسير الخاطئ في حالة عدم وجود تفسير أفضل». من المهم سد الثغرات المفاهيمية، وشرح سبب سوء الفهم في المقام الأول. يعتقد المؤلفان أن هذه التقنيات قد تقلل من احتمالات «النتائج العكسية» وأن محاولة كشف زيف العلم السيئ ستزيد من إيمان الجمهور بالمفاهيم الخاطئة.